# Foz do Dão
Foz do Dão trata-se de uma antiga aldeia, pertencente à freguesia de Ovoa, localizada no concelho de Santa Comba Dão, distrito de Viseu.
Localizada na confluência entre os rios Dão e Mondego, a aldeia desapareceu após a construção da Barragem da Aguieira, que obrigou à total submersão desta.
Após a sua submersão, os seus habitantes foram realojados na aldeia de Nova Foz do Dão.
O importante estatuto social que a aldeia detinha, poderia ser comprovado pelo facto da Foz do Dão se tratar da única aldeia na freguesia de Óvoa (para além da sede de freguesia), que possuía Igreja e cemitério.

De entre o antigo património que existia na Foz do Dão, destacava-se também a Ponte Salazar, em arco, inaugurada na década de 1930, atravessada pela EN2.
Existe ainda uma ilha, junto ao presumível local onde se situava a aldeia a que se dá o nome de Foz do Dão.

## Outros
- Barragem da Aguieira - barragem que submergiu a Foz do Dão.
- Breda - antiga aldeia também submersa pela Barragem da Aguieira.